# Робінгуд (футбольний клуб)
Футбольний клуб «Робінгуд» (нід. Sport Vereniging Robinhood) — професійний суринамський футбольний клуб із міста Парамарибо. Клуб був заснований у 1945 році, та проводить домашні матчі на стадіоні «Франклін Ессед» місткістю 3500 глядачів. Клуб грає в Вищій лізі Суринаму, найвищому дивізіоні суринамського футболу. «Робінгуд» є найтитулованішим клубом Суринаму, а також одним із найтитулованіших клубів Карибського басейну загалом. Клуб 27 разів вигравав чемпіонат країни, та 7 разів вигравав Кубок Суринаму. «Робінгуд» першим із суринамських клубів у 1972 році дійшов до фіналу Кубка чемпіонів КОНКАКАФ, де програв гондураському клубу «Олімпія», та пізніше ще 4 рази виходив до фіналу Кубка чемпіонів КОНКАКАФ. Клуб також у 2023 році став переможцем клубного чемпіонату Карибів.

## Титули і досягнення
- Фіналіст Ліги чемпіонів КОНКАКАФ (5): 1972, 1976, 1977, 1982, 1983
- Чемпіон Суринаму (27): 1953, 1954, 1955, 1956, 1958–59, 1964, 1971, 1975, 1976, 1979, 1980, 1981, 1983, 1984, 1985, 1986, 1987, 1988, 1989, 1993—1994, 1994—1995, 2004—2005, 2011—2012, 2017—2018, 2022, 2022—2023, 2024
- Володар Кубка Суринаму (7): 1996—1997, 1998—1999, 2000—2001, 2005—2006, 2006—2007, 2015—2016, 2017—2018
- Володар Суперкубка Суринаму (9): 1994, 1995, 1996, 1999, 2001, 2016, 2018, 2024, 2024—2025
- Переможець чемпіонату Карибського футбольного союзу (1): 2023
- Володар Caribbean Club Shield (2): 2019, 2023